# Patellapis rufobasalis
Patellapis rufobasalis är en biart som först beskrevs av Johann Dietrich Alfken 1930.  Patellapis rufobasalis ingår i släktet Patellapis och familjen vägbin. Inga underarter finns listade i Catalogue of Life.